# کریستیان هویگنس
کریستیان هویگنس (تلفظ درست به هلندی کریستیان های‌خِنْس (به هلندی: Christiaan Huygens) (Dutch: [ˈɦœyɣə(n)s] ()) دانشمند و فیزیک‌دان سرشناس هلندی سدهٔ هفدهم بود.
کریستیان در ۱۴ آوریل ۱۶۲۹ در لاهه، جمهوری هلند به دنیا آمد.
او بعدها، با اختراع ساعت آونگی، توانست نام خود را در میان مخترعان جهان ثبت کند.
کنستانتین هویگنس، پدر کریستیان، مردی بانفوذ، شاعر، سیاست‌مدار، موسیقی‌دان و ورزشکار بود. کریستیان خیلی زود به ریاضیات علاقه‌مند شد و به تحصیل آن پرداخت. او در دانشگاه‌های لَیدِن و بردا مشغول به تحصیل شد. ۲۲ سال بیشتر نداشت که در زمینهٔ علوم ریاضی و ستاره‌شناسی رساله‌ای نوشت که مورد توجه استاد ریاضیاتش، رنه دکارت، قرار گرفت. در آن زمان اکثر دانشمندان سرگرم مطالعه و تحقیق دربارهٔ این دو رشتهٔ علمی بودند و هویگنس نیز از آن‌ها جدا نبود.
هویگنس در ۶۰ سالگی به عضویت انجمن سلطنتی انگلیس انتخاب شد و در زمان توقفش در لندن با آیزاک نیوتن، فیزیک‌دان بزرگ، آشنا شد و با او بر روی مسائل علمی به بحث و تبادل نظر پرداخت. در این زمان تلسکوپ جدیدی اختراع شد و هویگنس به رشتهٔ ستاره‌شناسی علاقهٔ بیشتری پیدا کرد. لوازم و وسایلی که او از آن‌ها استفاده می‌کرد بسیار قدیمی و کهنه بودند و او تصمیم گرفت که عدسیهای تلسکوپ را خود بسازد.
هویگنس با استفاده از کشف گالیلئو گالیله دربارهٔ آونگ توانست قوانین آونگ ساده را کشف کند و در سال ۱۶۵۷ ب. م ساعت آونگ را اختراع کرد. او در همین زمینه کتابی با عنوان دربارهٔ نوسان ساعتها نوشت و در سال ۱۶۵۶ تلسکوپی ساخت و با آن به کشف سحابی جبار و مشاهدهٔ بزرگ‌ترین قمر زحل به نام تیتان موفق شد.
هویگنس برای تعیین فاصلهٔ ستارگان با زمین با استفاده از اندازه‌گیری شدت درخشندگی و میزان روشنایی آن‌ها راهی پیشنهاد کرد، اما چون ابزار اندازه‌گیری دقیق نداشت، در این راه به نتیجه درستی نرسید. بیشتر شهرت هویگنس مربوط به نظریه‌ای است که دربارهٔ ماهیت نور بیان کرده است. او ماهیت ذره‌ای نور را نپذیرفت و نظریهٔ موجی نور را مطرح کرد، ولیکن چون فرضیهٔ ذره‌ای نیوتن بهتر می‌توانست پدیده‌های بازتابش و شکست و سیر مستقیم نور را توضیح دهد، از این رو این نظریه برای مدت‌ها مسکوت ماند تا آنکه آزمایش معروف یانگ و سپس تئوری ماکسول دربارهٔ امواج الکترومانیتیک جان تازه‌ای به نظریهٔ هویگنس داد.
هویگنس پس از مدتی فعالیت علمی از انگلیس به فرانسه رفت ولی در آنجا به دلیل فشارهای مذهبی که نسبت به پروتستان‌ها اعمال می‌شد، نتوانست برای مدت زیادی دوام آورد و سرانجام رهسپار هلند شد و در حالی که بر روی قضیهٔ فورس ویو (نیروی زنده) مطالعه می‌کرد، در سال ۱۶۹۵ درگذشت.
یکی از برنامه‌های قدیمی‌تر برنامه فلگ‌شیپ ناسا؛ و همچنین، یکی از مهم‌ترین مأموریت‌های فضایی که به‌طور مشترک توسط ناسا و آژانس فضایی اروپا و برای کاوش سیاره کیوان و قمرهای آن به فضا فرستاده شده‌بود، به افتخار این دانشمند و ستاره‌شناس پرآوازهٔ ایتالیایی جووانی دومنیکو کاسینی به نام فضاپیمای کاسینی-هویگنس نام‌گذاری شد.